# كأس الاتحاد الإنجليزي 1902–03
كأس الاتحاد الإنجليزي 1902–03 (بالإنجليزية: 1902–03 FA Cup)‏ هو الموسم 32 من  كأس الاتحاد الإنجليزي. أقيم بتاريخ 20 سبتمبر 1902، والذي يشرف على تنظيمه الاتحاد الإنجليزي لكرة القدم، وكان عدد الأندية المشاركة فيه  32، وفاز فيه نادي بوري.